# Estructura (Oviedo)

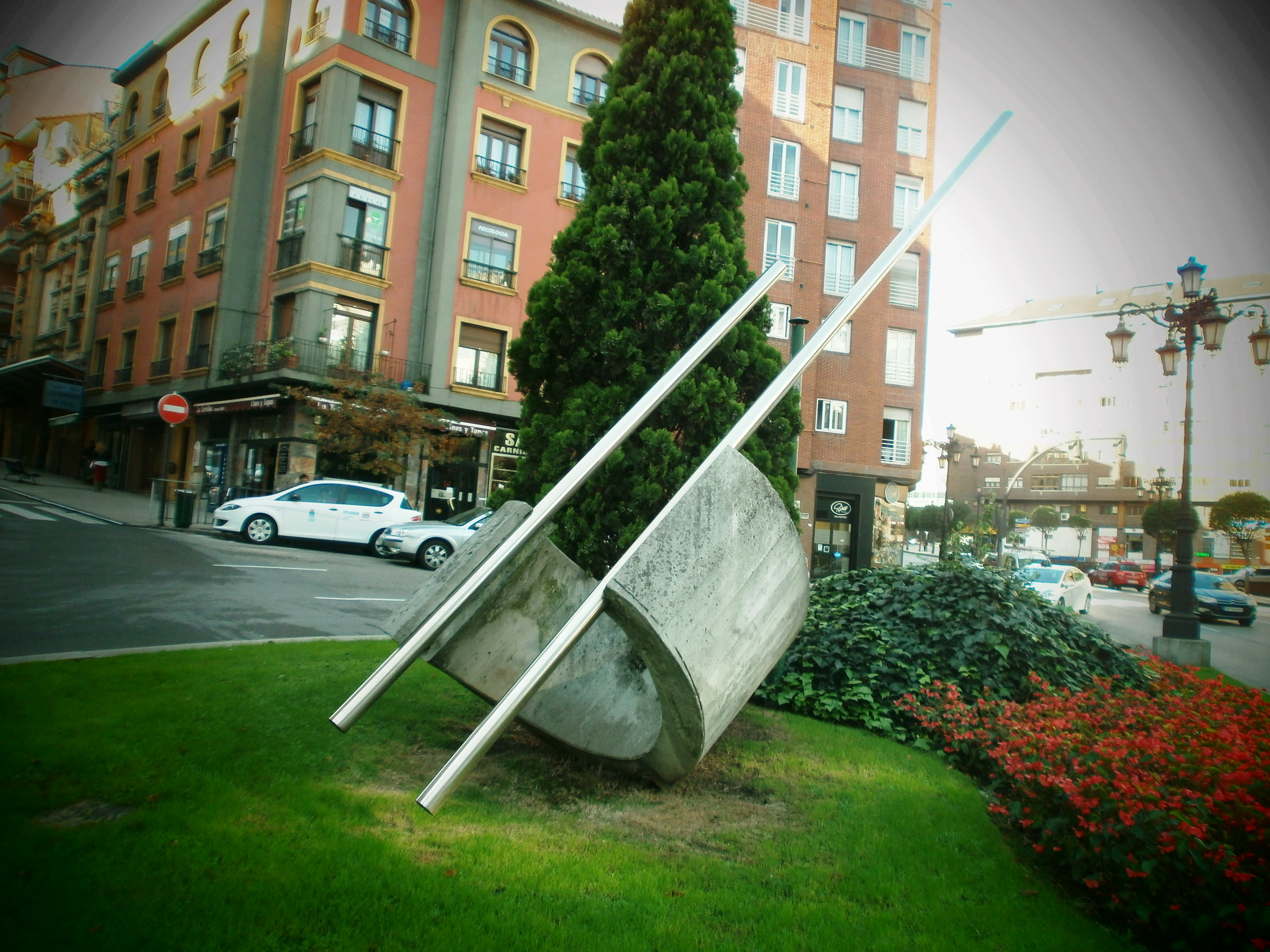
Vista de la escultura

La escultura urbana conocida por el nombre  Estructura, ubicada en la plaza del General Primo de Rivera, en la ciudad de Oviedo, Principado de Asturias, España, es una de las más de un centenar que adornan las calles de la mencionada ciudad española.
El paisaje urbano de esta ciudad,  se ve adornado por  obras escultóricas, generalmente monumentos conmemorativos dedicados a personajes de especial relevancia en un primer momento, y más puramente artísticas desde finales del siglo XX.
En el año 1982 se llevó a cabo la construcción de un Centro Comercial, el de las  Salesas en Oviedo, que tenía accesos por calles General Elorza y Caveda. Este complejo rompía con la concepción tradicional del comercio y  completó el mismo  la construcción de un aparcamiento subterráneo en la plaza del General Primo de Rivera, razón por la cual  fue remodelada por la empresa constructora y rematada con una obra escultórica en 1982. La pieza, de autor desconocido, se supone viene a ser símbolo del aparcamiento subterráneo, y está formada por una pieza de hormigón de forma semicircular, de la que bien emergen, bien se clavan, dos mástiles de acero, que vienen a simbolizar los cimientos de los edificios en el interior de la tierra.